# Коефіцієнт стійкості борта
Коефіцієнт стійкості борта (рос. коэффициент стойкости борта, англ. side firmness coefficient) – у гірництві, при земельних роботах тощо - відношення суми усіх внутрішніх сил, що утримують укіс у рівновазі, до суми всіх зовнішніх сил, що прагнуть вивести його з рівноваги; дія цих сил у всіх інженерних методах розрахунку стійкості укосів переноситься на найбільш напружену поверхню, форма і розташування якої в масиві, що прилягає до укосу, визначаються основними положеннями теорії граничної рівноваги середовища.